# Autotrichia pellucida
Autotrichia pellucida là một loài bướm đêm trong họ Geometridae.